# NetworkX
NetworkX є бібліотекою Python для дослідження графів та мереж. NetworkX є вільним ПЗ, яке випущено під ліцензією BSD.

## Властивості
- Класи для графів та орієнтованих графів.
- Перетворення у графи та з графів у декілька форматів.
- Можливо побудувати випадковий граф та утворювати графи шляхом нарощення наявних графів.
- Можливість пошуку підграфів, клік і т. д.
- Можливість знаходження суміжних, степені, діаметру, радіусу, центру і т. д.
- Зображення мереж у 2D та 3D.

## Придатність
NetworkX підходить для роботи на великих графах реального світу: наприклад, для графів, що містять більш ніж 10 мільйонів вершин та 100 мільйонів ребер. Через свою залежність від чисто-Python структури даних «словника словників», NetworkX є досить ефективною, дуже масштабованою та легко портованою основою для роботи з мережами та аналізу соціальних мереж.

## Інтеграція
NetworkX інтегрований в SageMath.